# لودفيغ روزنتال
لودفيغ روزنتال (بالألمانية: Ludwig Rosenthal)‏ هو بائع كتب ألماني، ولد في 2 يوليو 1840 في Fellheim ‏ في ألمانيا، وتوفي في 23 ديسمبر 1928 في ميونخ في ألمانيا.